# Tom Johnston
Tom Johnston, pseudonimo di Charles Thomas Johnston (Visalia, 15 agosto 1948), è un musicista, chitarrista e cantautore statunitense, noto come frontman dei The Doobie Brothers.

## Discografia
The Doobie Brothers
Solista
- Everything You've Heard Is True (1979)
- Still Feels Good (1981)